# Libochovičky
Libochovičky (Duits: Klein Libochowitz) is een Tsjechische gemeente in de regio Midden-Bohemen en maakt deel uit van het district Kladno. Het dorp ligt op 11 km afstand van de stad Kladno.
Libochovičky telt 78 inwoners (2023).

## Geschiedenis
De oudste archeologische vondsten van menselijke bewoning dateren uit het neolithicum. De eerste schriftelijke vermelding van het dorp dateert echter uit 1205. De tweede is uit 1233, toen de toenmalige eigenaar - Bavor van Libochovice - werd genoemd. In 1421 werd het dorp vermeld als Libochovičky (bij Okor).
In 1425 was voor het eerst sprake van een fort. Onder de eigenaren waren František Rokycanský van Okoř, Materns van Libochovice, familieleden van Materns van Květnice en Pětipeští van Chýš en Egerberk. Tijdens de Dertigjarige Oorlog werd het dorp platgebrand en werd het fort verlaten. Rond 1750 werd de burggraaf van de Burcht van Donín eigenaar. Na hem volgden Karel Hanibal en vervolgens de familie Valderode van Eckhausen.
In 1666 werd het dorp aangekocht door de Jezuïetenorde van het Clementinum van Praag, waarna Libochovičky administratief werd samengevoegd met Tuchoměřice. In een rapport uit 1845 werd vermeld dat het fort niet meer aanwezig was.
Sinds 1960 is Libochovičky een zelfstandige gemeente binnen het district Kladno.

## Verkeer en vervoer

### Autowegen
Er leiden regionale wegen naar het dorp. Op 2,5 km afstand van het dorp ligt snelweg D7.

### Spoorlijnen
Er is geen spoorlijn of station in Libochovičky. Het dichtstbijzijnde station is Kováry, op 2 km afstand. Dat station ligt aan spoorlijn 121 Hostivice - Podlešín. Op 5 km afstand ligt tevens station Otvovice aan spoorlijn 093 Kralupy nad Vltavou - Kladno.

### Buslijnen
Er zijn twee bushaltes in en rond het dorp:
| Halte               | Lijn    | Route                             | Vervoerder                  |
| ------------------- | ------- | --------------------------------- | --------------------------- |
| Libochovičky        | 323 622 | Koleč - Nádraží Kladno - Číčovice | Valenta BUS ČSAD MHD Kladno |
| Libochovičky, U č.3 | 622     | Kladno - Číčovice                 | ČSAD MHD Kladno             |

## Bezienswaardigheden
- Monument voor de gevallenen van de Eerste Wereldoorlog;
- Monumentale kapel uit 1898, op initiatief van Josef Holeček. In 2009 herbouwd met steun van de Europese Unie (programma voor plattelandsontwikkeling).

## Galerĳ

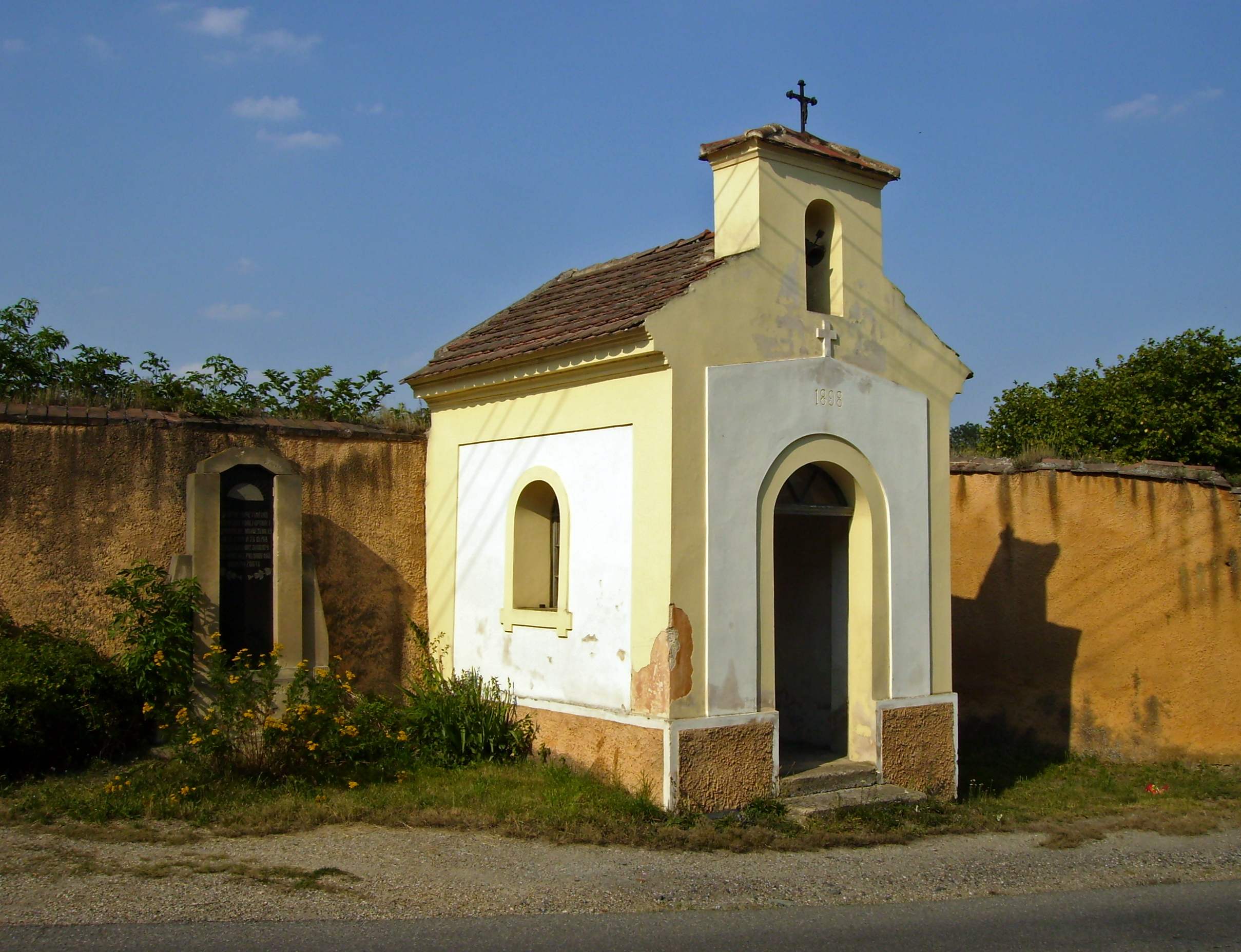
Dorpskapel
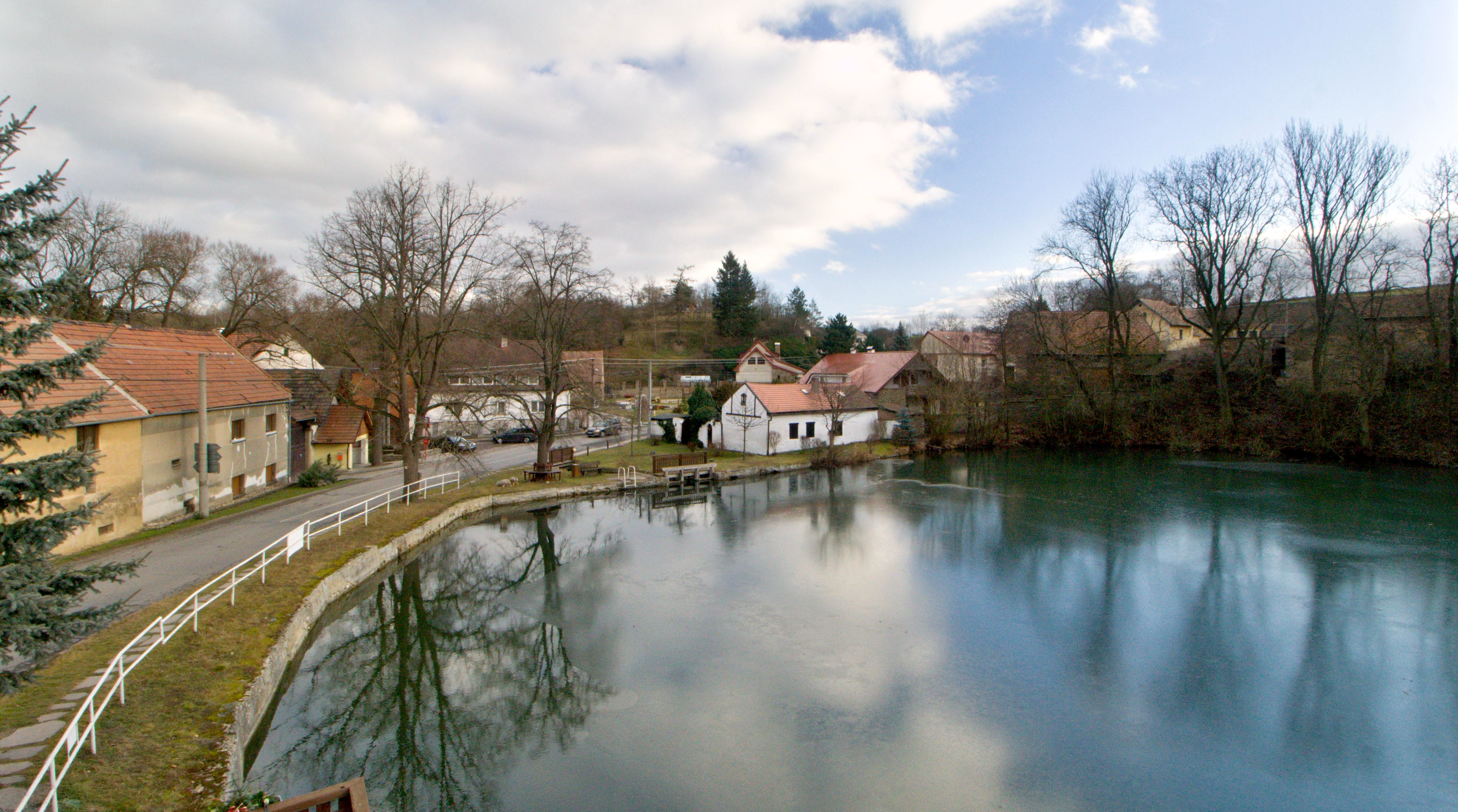
Straat met dorpsvijver
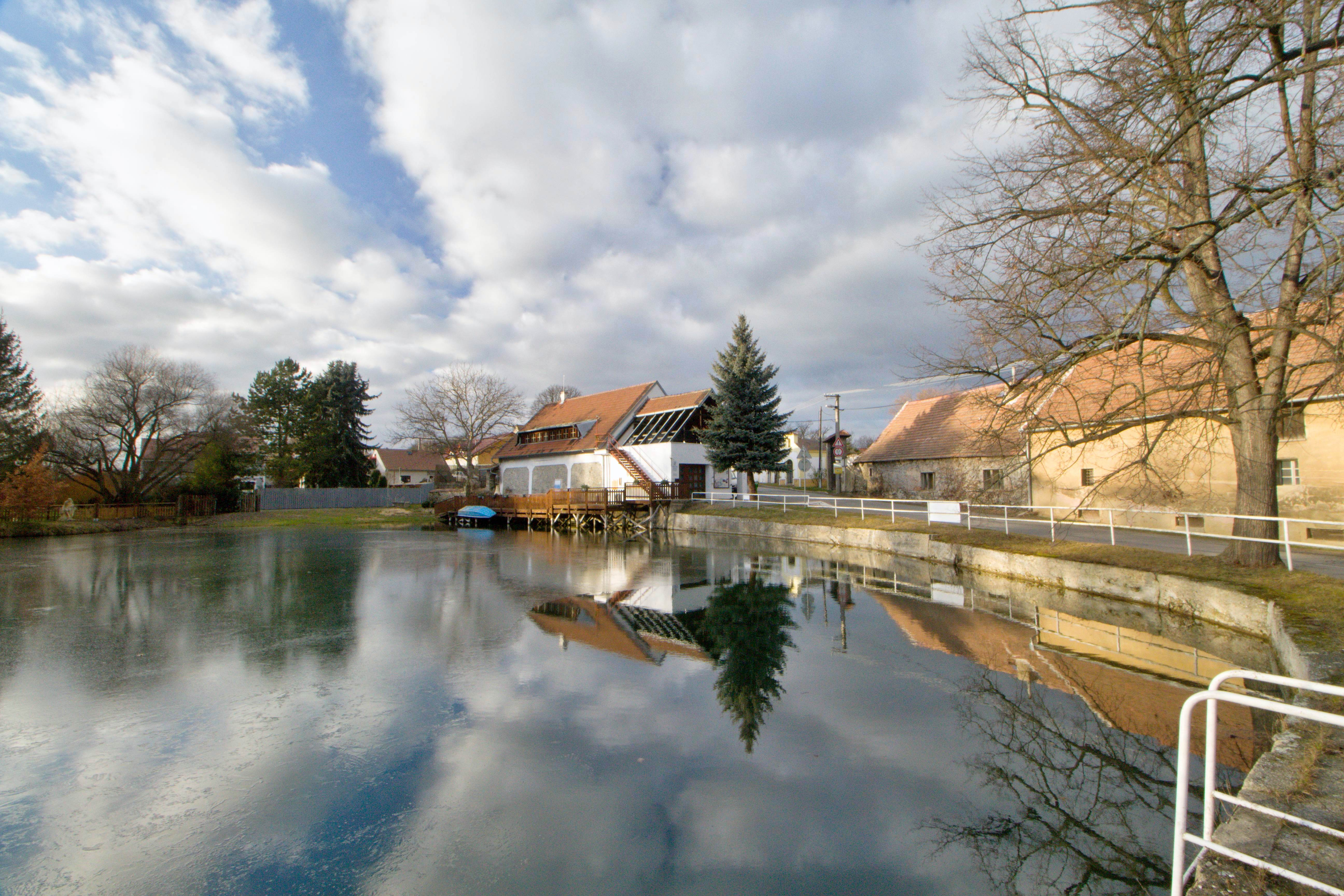
Doprsvijver
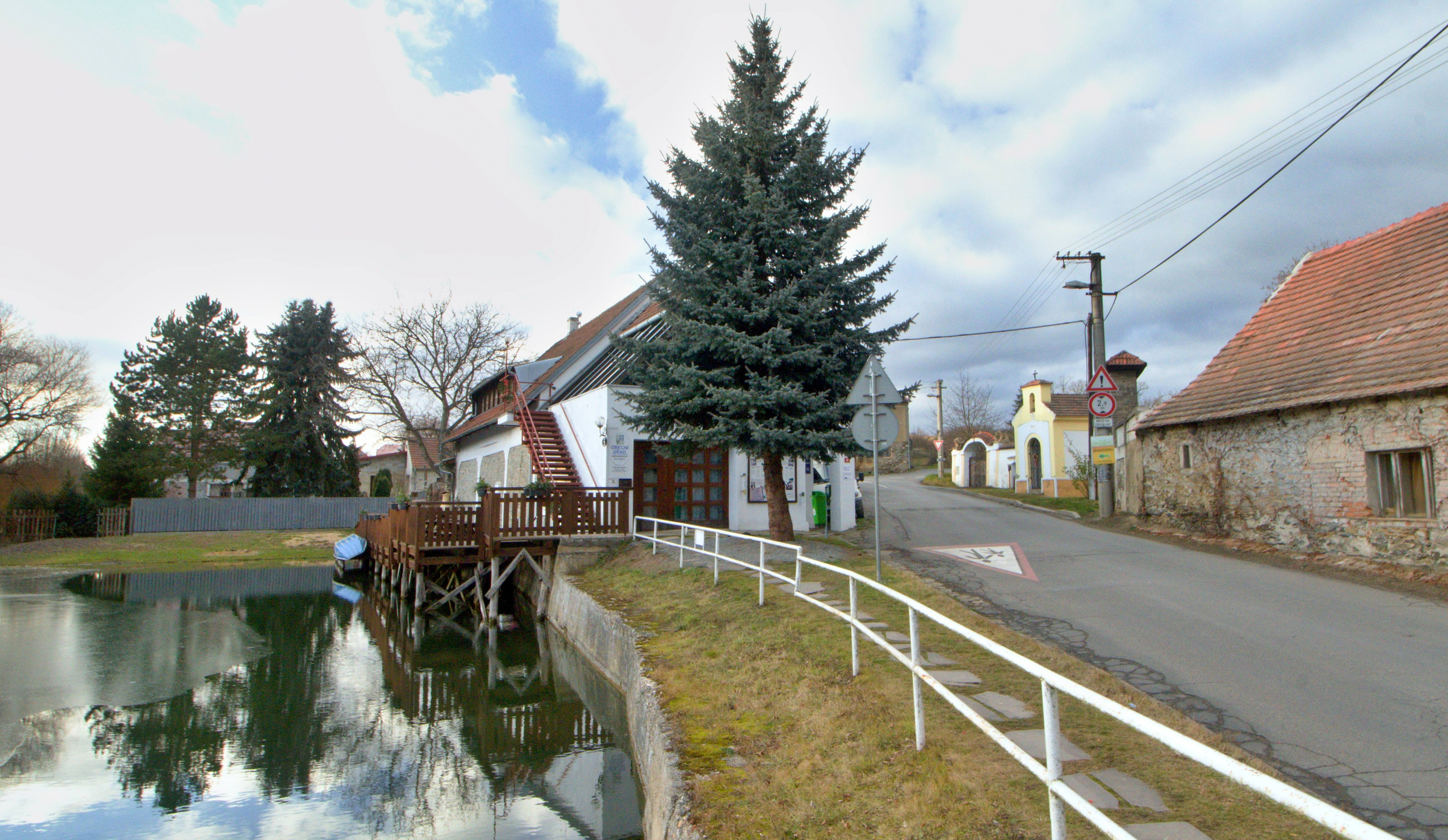
Dorpskapel nabij de dorpsvijver